# Īrkā
Īrkā (persiska: ايركا) är en ort i Iran.   Den ligger i provinsen Mazandaran, i den norra delen av landet, 110 km nordost om huvudstaden Teheran. Īrkā ligger 144 meter över havet och antalet invånare är 220.
Terrängen runt Īrkā är kuperad åt sydväst, men åt nordost är den platt.Runt Īrkā är det ganska tätbefolkat, med 134 invånare per kvadratkilometer. Närmaste större samhälle är Āmol, 12,2 km öster om Īrkā. I omgivningarna runt Īrkā växer i huvudsak blandskog.